# Porphyrinia leucanides
Porphyrinia leucanides là một loài bướm đêm trong họ Noctuidae.